# Ōyama Shigeru
Shigeru Ōyama (jap. 大山茂, Ōyama Shigeru; * 7. Juli 1936; † 15. Februar 2016) war ein japanischer Budō-Experte und Begründer des Oyama Karate (10. Dan).

## Leben
Shigeru Ōyama begann 1958 mit dem Karate im Stil des Kyōkushin als direkter Schüler (Uchi-deshi) von Kenji Kurosaki. 1966 bestritt Ōyama erfolgreich einen „100-Mann-Kampf“ (Hyakunin-kumite), wurde 1967 Lehrer der International Karate Organization (IKO) in den Vereinigten Staaten und demonstrierte dort 1981 seinen Stil auf Einladung des US-Präsidenten Ronald Reagan im Weißen Haus. Ōyama, bis 1980 ranghöchster Lehrer (Saikō-shihan) der IKO, verließ 1983 nach unüberbrückbaren Differenzen mit dem Kyōkushinkai-Oberhaupt Ōyama Masutatsu (nicht verwandt) den Verband und gründete die World Ōyama Karate Organization (WOKO). Zu seinen Schülern gehören Howard Collins, Mike Ganci, Miyûki Miura, Jōko Ninomiya und Willie Williams. Ōyama, Bruder von Yasuhiko Ōyama, unterrichtete in New York City.

## Bibliografie
- Shigeru Ōyama, Miyōki Miura, Yasuhiko Oyama: Perfect Karate, 1997, ISBN 978-4-255-96043-2.